# Robert Kerr (Autor)

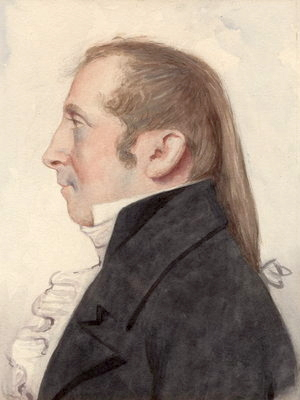
Robert Kerr (1794)

Robert Kerr (* 1755 in Roxburghshire, Schottland; † 11. Oktober 1813 in Edinburgh, Schottland) war ein schottischer Arzt und im weiteren Leben ein wissenschaftlich arbeitender Autor, Übersetzer und Zoologe.

## Leben
Kerr studierte an der Universität Edinburgh Medizin und arbeitete als Chirurg am Edinburgh Foundling Hospital. Er übersetzte verschiedene wissenschaftliche Werke ins Englische. 1794 gab er seinen Posten als Chirurg auf, um eine Papiermühle zu betreiben. 1788 wurde er zum Mitglied (Fellow) der Royal Society of Edinburgh gewählt.

## Werke
- General View of the Agriculture of Berwickshire
- A General History and Collection of Voyages and Travels

### Übersetzungen
- 1789 – Traitée Elémentaire de Chimie von Antoine Laurent de Lavoisier
- 1792 – The Animal Kingdom aus Systema Naturae von Carl von Linné
- Essays on the Theory of the Earth aus Recherches sur les ossements fossiles de quadrupedes von Georges Cuvier